# 二乙二醇二乙醚
二乙二醇二乙醚（英語：Diethylene glycol diethyl ether）是一种有机溶剂，有着较高的沸点。